# Кубок Югославії з футболу 1923
Кубок югославського футбольного союзу (сербохорв. Kup Jugoslavenskog nogometnog saveza) — турнір, що відбувся в Загребі в жовтні 1923 року.

## Історія
10 червня 1923 року в Бухаресті відбулася зустріч збірних Румунії і Югославії. На жовтень 1923 року в Загребі був запланований матч відповіді, але румуни через фінансові проблеми на гру не приїхали. У результаті в останній момент футбольний союз ухвалив рішення організувати кубкове змагання між чотирма найсильнішими командами Загреба. В турнірі взяли участь «Граджянскі», «Конкордія», ХАШК і «Шпарта»
Всі матчі турніру відбулися в один день, 14 жовтня. У зв'язку з цим півфінали проходили по регламенту, коли час матчу становив 30 хвилин замість 90. У фіналі зустрілись ХАШК і «Конкордія», ХАШК переміг з рахунком 2:0. Обидва голи забив Ежен Плацеріано. В наступному році був знову проведений розіграш кубка під назвою Кубок короля Олександра, але вже в іншому форматі, за участю збірних міст.

## Півфінали
| дата      | Переможці   | Рахунок | Переможені   |
| --------- | ----------- | ------- | ------------ |
| 14 жовтня | «Конкордія» | 1:0     | «Граджянскі» |
| 14 жовтня | «ХАШК»      | 4:0     | «Шпарта»     |

## Фінал
| 14 жовтня 1923 |

| «ХАШК»             | 2 — 0 | «Конкордія» |
| ------------------ | ----- | ----------- |
| Ежен Плацеріано ?' |       |             |

| Загреб |